# Punto caldo di Bowie

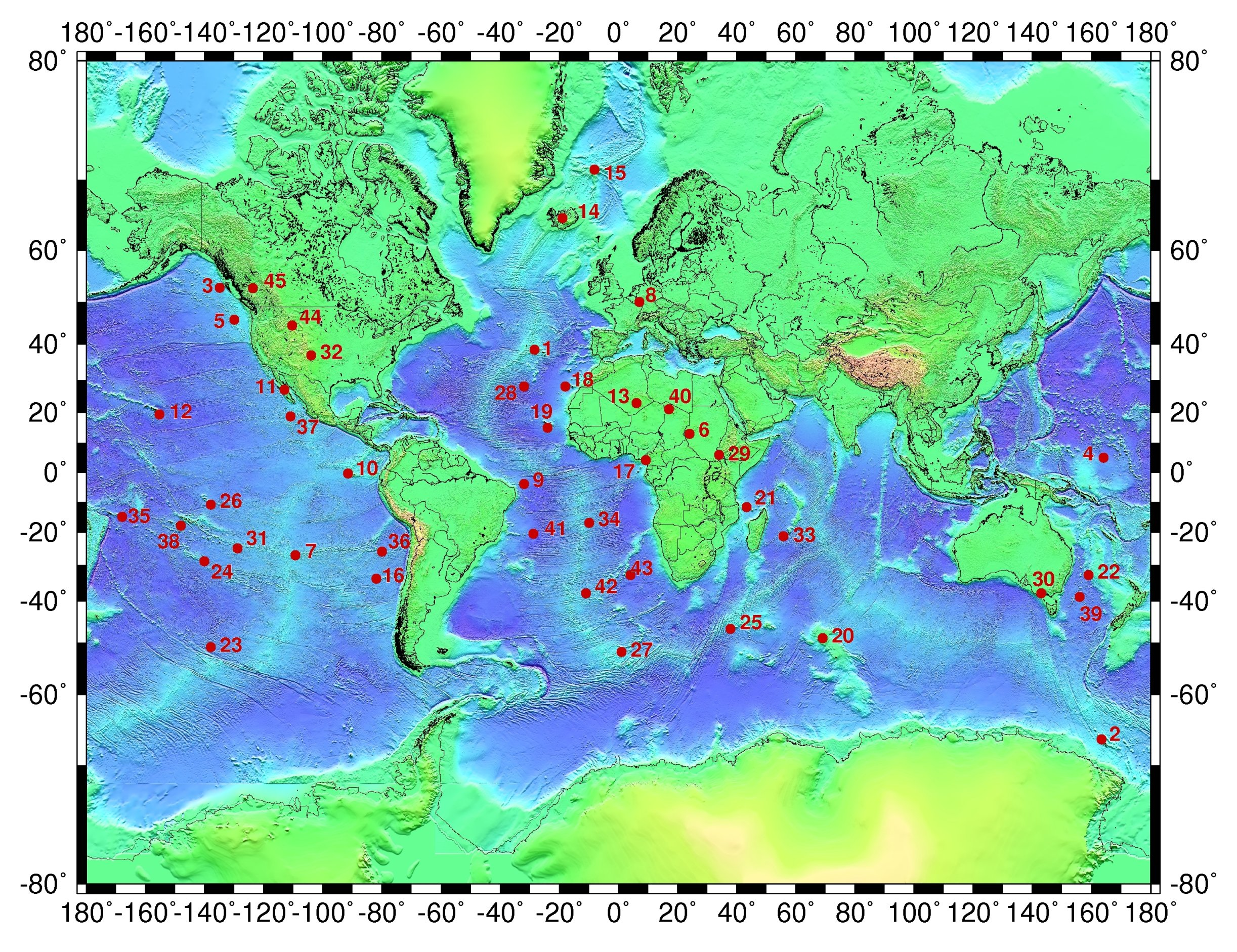
Il punto caldo di Bowie si trova sulla parte superiore sinistra della mappa, contrassegnato con il numero 3.

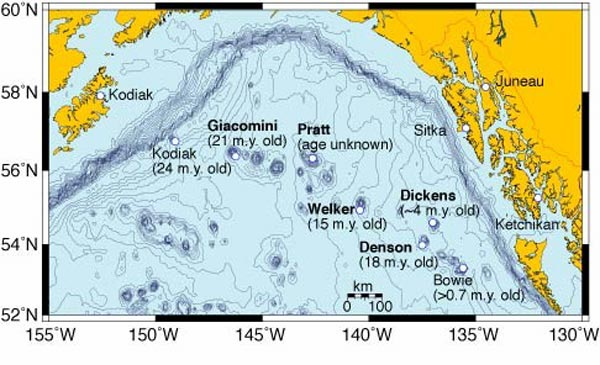
Nel corso di milioni di anni, la placca pacifica si è mossa sopra il punto caldo di Bowie, dando luogo alla formazione della catena sottomarina Kodiak-Bowie, nel golfo dell'Alaska.

Il punto caldo di Bowie è un punto caldo vulcanico situato circa 180 km a ovest delle isole canadesi Haida Gwaii, nell'Oceano Pacifico.

## Caratteristiche
Quasi tutto il magma creato dai punti caldi ha una composizione basaltica, e i vulcani che ne derivano sono costituiti quasi interamente di roccia magmatica. Le eruzioni dal punto caldo di Bowie sono di tipo effusivo, perché il magma basaltico è relativamente fluido in confronto a quelli coinvolti nelle eruzioni esplosive, come i magma andesitici che producono le spettacolari e pericolose eruzioni lungo i margini del Pacifico.
Si ritiene che il punto caldo di Bowie abbia un'ampiezza di circa 150 km e che vi sia sottostante un pennacchio del mantello relativamente profondo. È anche piuttosto debole.
Le eruzioni del punto caldo di Bowie hanno lasciato una scia di montagne sottomarine nell'Oceano Pacifico, chiamata catena sottomarina di Kodiak-Bowie, che è una regione di montagne sottomarine disposte lungo una linea al disotto della parte settentrionale dell'Oceano Pacifico. Il vulcano più antico è il monte sottomarino Kodiak, che ha un'età stimata di 24 milioni di anni, mentre il più recente è il monte sottomarino Bowie.
Studi geologici mostrano che la base del monte Bowie si è formata meno di un milione di anni fa. La sua sommità è anche più giovane e mostra segni di attività che risalgono a 18.000 anni fa. A causa della sua bassa profondità, alcuni geologi ritengono che il monte Bowie fosse un'isola vulcanica attiva durante l'ultima era glaciale.